# Kotuń
Kotuń è un comune rurale polacco del distretto di Siedlce, nel voivodato della Masovia.
Ricopre una superficie di 149,87 km² e nel 2004 contava 8 471 abitanti.